# New College of Florida
Le New College of Florida est une université d'arts libéraux située à Sarasota en Floride, aux États-Unis.
Fondé comme une institution privée en 1960, il fait désormais partie du système universitaire d'État de Floride (en).
L'université est au cœur des guerres culturelles menées par le gouverneur Ron DeSantis, qui entend extirper les idées « marxistes » et « wokistes » des universités. En janvier 2023, le gouverneur nomme un nouveau conseil d'administration composées de personnalités de la droite radicale. Trois semaines après la nomination du nouveau conseil d’administration, la présidente de l’université, Patricia Okker, est démise de ses fonctions et remplacée par Richard Corcoran, ancien président de la Chambre des représentants de Floride et proche de Ron DeSantis.
Bien d’autres recrutements à connotation partisane ou idéologique suivent, tandis qu’en avril 2023 la titularisation de cinq professeurs est refusée. D'après un reportage du Monde, un « climat de peur » s’est installé, conduisant les professeurs à s'autocensurer. Quelque 36 professeurs, soit un tiers des effectifs, quittent le New College au cours de l'année.
L’État de Floride prend d’autres mesures pour donner une nouvelle orientation à l’institution. Il augmente sa participation au budget du New College de 15 millions de dollars. Le cursus universitaire doit être revu afin de « revenir aux fondements de la pensée occidentale et de l’histoire des Etats-Unis ».
Le 15 août 2024, le collège jette des centaines de livres de sa collection d'études de genre dans une benne à ordures débordante sur un parking. Les étudiants ne sont pas informés que les livres seront disponibles, comme ils l'ont été par le passé. Richard Corcoran, président de l'université et partisan vocal de DeSantis, place ensuite la doyenne de la bibliothèque en congé indéterminé. Christopher Rufo (en), militant de droite en matière d'éducation et membre du conseil d'administration du collège nommé par DeSantis, célèbre l'abolition des études sur le genre et le jet de livres à la poubelle.

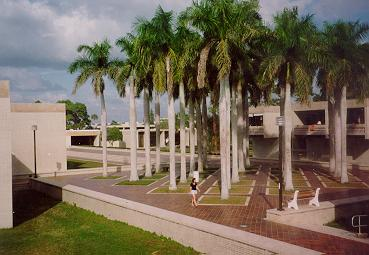
La Palm court sur le campus du New College of Florida.